# Dieci
Dieci – wieś w Rumunii, w okręgu Arad, w gminie Dieci. W 2011 roku liczyła 726 mieszkańców. 